# Пам'ятник Джону Юзу
48°00′50″ пн. ш. 37°48′08″ сх. д. / 48.01381° пн. ш. 37.80213° сх. д.
Пам'ятник Джону Юзу — встановлено в Донецьку на честь Джона Джеймса Юза — валлійського промисловця, засновника Юзівки (сучасного Донецька). Пам'ятник розташований у Ворошиловському районі Донецька, на вулиці Артема, біля третього навчального корпусу Донецького національного технічного університету та бібліотеки, що може символізувати професію Джона Юза — інженера англійського заводу.
Автор пам'ятника скульптор — Скорих Олександр Митрофанович. Пам'ятник відлитий в центральних ремонтно-механічних майстернях і встановлено 8 вересня 2001 року. Пам'ятник стоїть на низькому постаменті, фактично в людський зріст, що, за задумом скульптора, символізує людські якості цього діяча.
Спочатку пам'ятник стояв ближче до вулиці Артема, а в серпні 2009 року пам'ятник посунуто ближче до входу в нову науково-технічну бібліотеку ДонНТУ.